# Šaháda
Šaháda (arabsky: الشهادة; aš-šaháda) je islámské krédo neboli vyznání víry, které patří k pěti pilířům islámu a je vstupní branou do islámu. 
Pokud má člověk v srdci upřímnou víru v Jediného Boha a je přesvědčen,  že Muhammed je Posel Boží a vysloví šahádu, stává se muslimem. (Pokud je však donucen vyslovit šahádu nebo ji vysloví bez víry a úmyslu, pak tato šaháda není platná.)
Arabská formule vyznání víry je:
أشهد أن لا إله إلا الله و أشهد أن محمدا رسو الله
"[Ašhadu an] Lá iláha illalláhi wa [ašhadu] anna Muhammaden rasúlulláh." v překladu „[Vyznávám, že] není božstva kromě Boha a [vyznávám], že  Muhammad je Posel Boží“.
V první části šahády se věřící výslovně prohlašuje za monoteistu a vyznává, že Alláh je Jediný Bůh, v druhé prohlašuje Muhammada za Božího Posla.
Šahádu lze vyslovit o samotě  (před Bohem a anděly), ale je velmi žádoucí  vyslovit šahádu před muslimskými svědky. 
Člověku, který vstoupí do islámu v upřímné víře, budou odpuštěny předchozí hříchy – Bůh říká v Koránu v kapitole č. 8, verši č.38:
„A řekni těm, kdož nevěřící jsou, pokud (s nevěrectvím) přestanou, bude jim odpuštěno to, co se již stalo; však pokud se (k nevěrectví) navrátí, pak obvyklý osud předchůdců jejich se naplní.“
Muslimové šahádu často opakují, a to zejména při modlitbách, při svolávání k modlitbě tzv. „azánu“ a „iqámě“ a při tzv. dzikru (chválení a vzpomínání Boha). A měla by to být poslední slova, která muslim vysloví na smrtelné posteli. 
Termín šaháda doslova znamená „svědectví“ či „dosvědčení“ a až v náboženském významu znamená „vyznání víry“.

## Vlajky

Vlajka Somalilandu s islámským krédem

Šaháda je či byla zobrazena na několika národních vlajkách:
- Saúdská Arábie zobrazuje na své vlajce bíle psanou šahádu s bílým mečem na zeleném pozadí
- Somaliland
- Mezi lety 1990–1992 byla šaháda součástí vlajky islámského státu Afghánistán
- V letech 1997–2001 a od roku 2021, kdy je afghánské území pod vládou Tálibánu, je šaháda součástí vlajky Islámského emirátu Afghánistán

Islámské krédo je však zobrazeno i na dalších vlajkách, jako je vlajka teroristického hnutí Hamás.